# Радоча
Ра́доча — деревня в Новгородском муниципальном районе Новгородской области, входит в состав Савинского сельского поселения.
Радоча расположена на правом берегу реки Вишера, на расстоянии 29 км по автомобильной дороге от деревни Новоселицы.
| 2010 |
| ---- |
| 18   |

## История
Деревня Радуч впервые упоминается в «Писцовой книге Обонежской пятины письма Юрия Константиновича Сабурова» (1495—1496) в составе Мытенского погоста.
По данным карты Новгородской губернии за 1847 год (составления Безкорниловича М. О.), в Радоче 31 двор. На территории деревни находилось имение Вашково.
После упразднения Новгородской губернии Радоча относилась к Александровскому сельсовету Маловишерского района Ленинградской области, с 5 июля 1944 года в Новгородской области. С 1963 года в Новгородском районе.
До весны 2014 года деревня входила в состав ныне упразднённого Новоселицкого сельского поселения.

## Транспорт
Радоча расположена на автомобильной дороге от федеральной автомобильной дороги «Россия» М10 (E 105) до дороги Р53 (Спасская Полисть — Селищи — Малая Вишера — Любытино — Боровичи). Ближайшая железнодорожная станция расположена на главном ходу Октябрьской железной дороги — в городе Малая Вишера, в 32 км по автомобильной дороге.